# Kryddbusksläktet

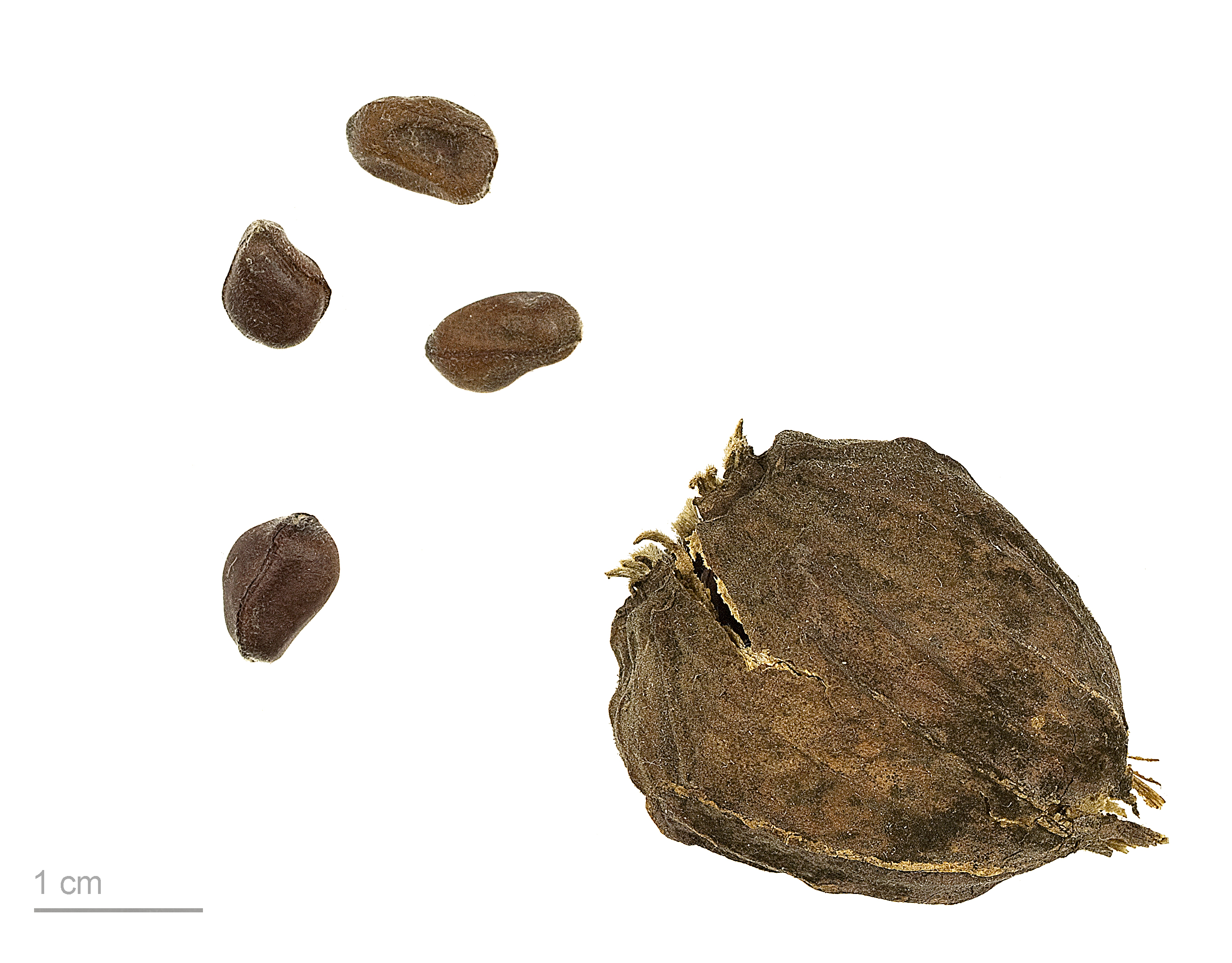
Calycanthus floridus

Kryddbusksläktet (Calycanthus) är ett släkte i familjen kryddbuskeväxter med två arter i Nordamerika. Kryddbuske (C. floridus) odlas som trädgårdsväxt i södra Sverige. Dess bark används som substitut för kanel, genom att torkas i slutet på sommarsäsongen.